# اوون گودمن
اوون گودمن (انگلیسی: Owen Goodman؛ زادهٔ ۲۷ نوامبر ۲۰۰۳) بازیکن فوتبال است که در حال حاضر برای کریستال پالاس در پست دروازه‌بان بازی می‌کند.
وی همچنین در تیم‌های ملی فوتبال زیر ۲۰ سال کانادا و زیر ۲۰ سال انگلستان بازی کرده است.

## دوران باشگاهی

### کریستال پالاس
گودمن در ژوئیهٔ ۲۰۲۱، زمانی که هفده‌ساله بود، با کریستال پالاس قرارداد حرفه‌ای امضا کرد.

#### ۲۳–۲۰۲۲
گودمن در اکتبر ۲۰۲۲ برای بازی در برابر باشگاه فوتبال ولورهمپتون واندررز در لیگ برتر روی نیمکت تیم نخست کریستال پالاس قرار گرفت. او در نوامبر ۲۰۲۲ قرارداد خود را با کریستال پالاس تمدید کرد. گودمن همچنین در سفرهای خارج از خانه به مصاف باشگاه فوتبال برایتون اند هوو آلبیون، آرسنال و ساوت‌همپتون روی نیمکت تیم نخست حضور داشت.

#### ۲۴–۲۰۲۳: کولچستر یونایتد (قرضی)
در ژوئیهٔ ۲۰۲۳، گودمن با قراردادی قرضی به مدت یک فصل به باشگاه فوتبال کولچستر یونایتد در لیگ دو پیوست.

#### ۲۵–۲۰۲۴: ای‌اف‌سی ویمبلدون (قرضی)
در ۱۶ ژوئیهٔ ۲۰۲۴، گودمن برای یک دورهٔ قرضی دیگر به لیگ دو بازگشت و به باشگاه فوتبال ای‌اف‌سی ویمبلدون برای فصل ۲۰۲۴–۲۵ پیوست. در سپتامبر ۲۰۲۴، او دو ضربه پنالتی را در ضربات پنالتی مهار کرد و به ویمبلدون کمک کرد تا ایپسویچ تاون از لیگ برتر را از جام اتحادیه حذف کند.

## دوران ملی
گودمن واجد شرایط بازی برای انگلستان، کانادا و نیجریه است. او در سال ۲۰۲۱ به تیم زیر ۱۸ سال انگلستان دعوت شد. در آوریل ۲۰۲۲، گودمن دعوت تیم زیر ۲۰ سال کانادا برای دو بازی دوستانه مقابل کاستاریکا را پذیرفت. گودمن در ژانویهٔ ۲۰۲۳ به اردوی تمرینی تیم زیر ۲۰ سال نیجریه دعوت شد، اما در نهایت از حضور انصراف داد. او در ۲۵ مارس ۲۰۲۳ برای تیم زیر ۲۰ سال انگلستان مقابل ایالات متحده آمریکا بازی کرد. در اکتبر ۲۰۲۳، او برای بازی مقابل پرتغال و رومانی به تیم زیر ۲۰ سال انگلستان دعوت شد.

## زندگی شخصی
گودمن پدری انگلیسی و مادری نیجریایی دارد.